# Perdigão (Minas Gerais)
Perdigão é um município brasileiro do estado de Minas Gerais. Sua população recenseada em 2022 era de 12 268 habitantes. Localiza-se no Alto São Fancisco, a 150 km da capital do estado, Belo Horizonte. Seu nome  é em  homenagem ao fundador da Fazenda Perdigão, Antônio Perdigão Pereira (Capitão-mor José Pereira Filgueiras).